# Tarot van Marseille
De Tarot van Marseille (of Tarot de Marseille) is een van de oudste versies van de tarotkaartspellen, via Italië in Frankrijk geïntroduceerd omstreeks 1500. Het tarotspel waar het van afstamt is waarschijnlijk ontworpen ter amusement van de Noord-Italiaanse vorstenhuizen (cf. de Visconti-Sforza tarot van de Sforza en de Visconti families uit Milaan). Het standaard moderne tarotspel is gebaseerd op de zogenaamde Venetiaanse of Piedmontese tarot. Het bestaat uit 78 kaarten verdeeld in twee groepen: de "Grote Arcana" met 22 kaarten of troeven, en de "Kleine Arcana" met 56 kaarten.
Niet elk spel dat onder de naam Tarot de Marseille door het leven gaat, komt ook van deze Zuid-Franse havenstad. Marseille mag dan gedurende een periode een drukke speelkaartenindustrie gehad hebben, ook in Lyon en Parijs werden veel tarots gemaakt. Tarot de Marseille is dan ook eerder de benaming (in de vakliteratuur vaak afgekort tot TdM) van een familie kaarten met een kenmerkende tekenstijl dan een verwijzing naar de stad van herkomst.

## Oorsprong
Een tarotspel dat aan de Marseilleversie voorafgaat is een 15e-eeuws, uit Noord-Italië afkomstig spel waarvan nog enkele kaarten zijn overgebleven. De oorsprong van de tarot is nogal duister. De Franse occultist Papus geloofde net als Eliphas Levi in een Egyptische oorsprong en speculeerde er op dat zwervende zigeuners (bohémiens) de tarot naar Europa hadden gebracht. Andere auteurs dachten dan weer dat de zigeuners (Roma) de tarot via Italië geïntroduceerd hadden in Frankrijk. Een meer plausibele verklaring is dat, toen Frankrijk Milaan veroverde in 1499, de Franse en Zwitserse soldaten waarschijnlijk de Milanese tarotkaarten hebben gezien zoals die nu nog in de Gary Collection van de bibliotheek van Yale University te bezichtigen vallen.. Vandaar zou het 'Milanese' ontwerp zich dan verspreid hebben over Zwitserland en Oost-Frankrijk. Ergens in de 16e eeuw werd wat nu bekend is als 'Tarot de Marseille' het standaard tarotspel in deze Franssprekende gebieden.
De tarot van Nicolas Conver, gegraveerd in 1760, werd lange tijd beschouwd als de oudste in Marseille geproduceerde tarot. Zijn erfgenaam Philippe Camoin heeft in 2001 echter bekendgemaakt dat er een vroeger exemplaar van François Chosson bestaat, dat bijna een eeuw eerder werd gemaakt (1672). Hij kwam het op het spoor dankzij de documenten van zijn grootouders en vond het in een Zwitsers museum te Soleure, waar men eigenlijk niets afwist van de herkomst.
Alhoewel de geschiedenis van speelkaarten in Europa al aanvangt in de late 14e eeuw, dateert de opvatting over de tarot als 'magisch systeem' en verondersteld symbolisch compendium van wijsheid slechts van de 18e eeuw. Tarotkaarten werden voordien zowel als gewoon kaartspel als voor voorspelling gebruikt, maar het is pas door Antoine Court de Gébelins werk "Le Monde Primitif Analysé et Comparé avec Le Monde Moderne" uit 1773 dat het occult gebruik van de tarot op de voorgrond kwam. En dat is tot op heden zo gebleven. Court de Gébelin was op visite bij vrienden die met de tarot aan het spelen waren. Hij onderzocht de kaarten van de Grote Arcana (de troefkaarten) en kwam tot de conclusie dat het een meer dan drieduizend jaar oude geheime doctrine van Egyptische priesters bevatte. Het was de negentiende-eeuwse occultist Gérard Encausse, ook gekend onder de naam Papus, die het spel de naam Tarot de Marseille gaf in zijn boek Tarot des Bohémiens uit 1889. Hij noemt het tarotspel daarin, naar het voorbeeld van Gébelin, "Le Clef absolue de la science occulte le plus ancien du monde". Ook de titel van Papus' boek "Le Tarot De Bohémiens" was geïnspireerd op Gébelins theorie over een veronderstelde oud-Egyptische afkomst.

## Structuur
Een volledig spel telt 78 kaarten. Dit kan opgedeeld worden in 22 aparte kaarten die samen de Grote Arcana genoemd worden en 4 reeksen van telkens 14 kaarten die samen de 56 kaarten van de Kleine Arcana genoemd worden.

### De Grote Arcana
De Grote Arcana telt 22 kaarten, ook troefkaarten ("trionfi" of Atouts) genoemd. De afbeeldingen hieronder zijn van een klassiek tarotspel van Jean Dodal uit de periode 1701-1715. Bij elke kaart wordt haar traditionele voorspellende betekenis gegeven, volgens de symboliek die in de Tarot van Marseille gebruikt wordt. Eigenlijk hangt de betekenis van een kaart ook voor een deel af van de plaats waar ze in een "legging" terechtkomt, bijvoorbeeld in het "verleden" of in de "toekomst". De iconografie van dit tarotspel is duidelijk middeleeuws en christelijk geïnspireerd. Pas vanaf ongeveer 1680 verschenen er ook alchemistische en astrologische elementen in de kaarten. De versie van de Tarot van Marseille die wij het beste kennen, is die van Paul Marteau uit 1930, nog steeds gepubliceerd door Grimaud.

#### Betekenis van de kleuren
De felle kleuren zijn door Marteau zelf aangebracht en zouden ook een symbolische en esoterische betekenis hebben. Philippe Camoin, de erfgenaam van de beroemde "Maître Cartier" Nicolas Conver is op het moment de enige overgebleven kaartenmaker in Marseille. Op zijn website is een kleurencode te vinden die een interpretatie geeft van de oorspronkelijke betekenis van de kleuren die in de Tarot van Marseille gebruikt worden:
- Violet: + het onpersoonlijke, wijsheid, − opoffering, dood
- Wit: + zuiverheid, extase, onsterfelijkheid, − ijzige (dodelijke) kou
- Hemelsblauw: + ontvankelijkheid voor hemelse krachten, − afhankelijkheid tegenover de vader
- Donkerblauw: + ontvankelijkheid voor aardse krachten, − machtswellust, tirannie
- Heldergeel: + helderziendheid, bewustzijn, werkzame intelligentie, − ongevoeligheid, wreedheid, emotieloos bewustzijn, ontvankelijke intelligentie, dwaasheid, vernietiging
- Huidkleur: + menselijkheid, leven, − zinnelijk plezier materialisme, onderdrukking
- Rood: + dierenrijk, levenskracht, vitaliteit, − misdadig, geweld
- Heldergroen: + de aan hemelse krachten gerelateerde natuur, plantenrijk, − afhankelijkheid tegenover de moeder
- Donkergroen: + de aan aardse krachten gerelateerde natuur, − verzwolgen worden
- Zwart: + creatief magma, diepzinnig werk chaos, − achteruitgang, dood

#### Beschrijving van de kaarten
| Kaart | Symboliek | Traditioneel divinatorische betekenis                                                  |
| ----- | --- | -------------------------------------------------------------------------------------- |
|       | De Nar of De Dwaas heeft gewoonlijk geen nummer. Symbolen: de knapzak (wereldse bezittingen), de hond (het dierlijke instinct), de zotskap. Zie uitgebreide iconografie van de kaart. | Begin van een nieuwe cyclus, vertrouwen op eigen intuïtie, lichtzinnigheid, dwaasheid. |
|       | De Goochelaar of De Magiër. De lemniscaat in de vorm van de hoed, de rechthoekige tafel (de werkelijkheid), de vier magische werktuigen, die ook voor de vier kleuren van de tarot staan: de staaf, de kelk, het zwaard en de pentakel. Het getal '1': zelfstandigheid, meesterschap, mannelijkheid en daadkracht, een initiator. Uitgebreide iconografie van de kaart. | Meesterschap, macht, controle over de werkelijkheid, zelfbeheersing, bekwaamheid.      |
|       | De Pausin of De Hogepriesteres. Verwijst naar de figuur van Jeanne la Papesse, die als vrouw in Avignon tot paus zou verkozen zijn. Zij leest een boek en reflecteert daarover. Achter haar een gordijn, dat iets verbergt. Het verborgene. Het getal '2': dualiteit, vrouwelijkheid, opgaan in de dingen. Zie ook uitgebreide iconografie van de kaart. | 'Beschermkaart', sterke (vrouwelijke) intuïtie, (onbewuste) wijsheid.                  |
|       | De Keizerin. Deze kaart toont een zittende vrouw, die een schild draagt en een scepter. De adelaar symboliseert haar macht, de scepter is met de bol en het kruis een zinnebeeld van de dominantie van de hemel (de bol) op de aarde (het kruis). In de numerologie is een 3 een actief getal. Bij de keizerin speelt zich dat actieve in haar hoofd af, in de vorm van creativiteit en het voorbereiden van plannen. Haar troon is vleeskleurig, wat erop duidt dat ze op een menselijke wijze met haar macht omgaat. Zie ook uitgebreide iconografie van de kaart. | Vruchtbaarheid, zwangerschap, creativiteit.                                            |
|       | De Keizer. Een oudere man met een baard, hij houdt de scepter van de wereldse macht in zijn hand, gekruiste benen die een '4' vormen, wapenschild met adelaar. Het getal 4 wordt geassocieerd met stabiliteit en conservatisme, de adelaar met macht en kracht. Zie ook uitgebreide iconografie van de kaart. | Verwezenlijking, scheppen van orde, wereldse macht.                                    |
|       | De Paus. De Paus wordt voorgesteld als een oudere man die spirituele en morele leiding geeft aan de twee monniken geknield voor hem. De twee zuilen achter hem zijn blauw, als hemelse wachten. Het pauselijk kruis en de tiara zijn symbolen van zijn geestelijke macht, Hij maakt een 'zegenend' en beschermend gebaar en aan zijn linkerhand draagt hij een gouden handschoen waarop een merkwaardig teken staat. Zijn rode mantel (energie) bedekt het spirituele blauw. Zie ook uitgebreide iconografie van de kaart.                                           | 'Beschermkaart', aanzien, loyaliteit, ook: initiatie.                                  |
|       | De Geliefde(n) Zie ook uitgebreide iconografie van de kaart. | Beslissing, het zich losmaken, een keuze maken, ook: ware liefde, nieuwe relaties.     |
|       | De (Zege)wagen Zie ook uitgebreide iconografie van de kaart. | Zege, triomf, harmonie.                                                                |
|       | Rechtvaardigheid Zie ook uitgebreide iconografie van de kaart. | Rechtvaardige afloop, evenwicht, oprechtheid.                                          |
|       | De Kluizenaar Zie ook uitgebreide iconografie van de kaart. | Wijsheid, meditatie, bezinning, voorzichtigheid.                                       |
|       | Het Rad of Wiel van Fortuin Zie ook uitgebreide iconografie van de kaart. | Geluk dat onverwachts komt, verandering, een nieuw begin.                              |
|       | De Kracht Zie ook uitgebreide iconografie van de kaart. | ergens vat op krijgen, geestelijke en lichamelijke gezondheid.                         |
|       | De Gehangene Zie ook uitgebreide iconografie van de kaart. | Opoffering, volledige ommekeer, een nieuwe kijk op de wereld.                          |
|       | De kaart zonder naam, ook De Dood Zie ook uitgebreide iconografie van de kaart. | Vernietiging van het oude, verandering en vernieuwing.                                 |
|       | Matigheid Zie ook uitgebreide iconografie van de kaart. | Geduld, diplomatie, evenwichtigheid, harmonie.                                         |
|       | De Duivel Zie ook uitgebreide iconografie van de kaart. | Waarschuwing voor te grote hartstochten en materialisme, slechte invloeden, geweld.    |
|       | Het Huis Gods of De Toren Zie ook uitgebreide iconografie van de kaart. | Plotselinge gebeurtenis, plots inzicht, traumatische verandering.                      |
|       | De Ster Zie ook uitgebreide iconografie van de kaart. | Gunstige toekomstvooruitzichten, bescherming, diep inzicht.                            |
|       | De Maan Zie ook uitgebreide iconografie van de kaart. | Onzekerheid, fantasie, illusies, romantiek.                                            |
|       | De Zon Zie ook uitgebreide iconografie van de kaart. | Succes, vitaliteit, kracht, vreugde.                                                   |
|       | Het Oordeel Zie ook uitgebreide iconografie van de kaart. | Ontwaken, opleven, bevrijding, vervulling.                                             |
|       | De Wereld Zie ook uitgebreide iconografie van de kaart. | Erkenning, rijkdom, vrolijkheid, plezier in het leven.                                 |

### De Kleine Arcana
Zoals andere Tarotspellen telt de Tarot de Marseille 56 kaarten in vier "kleuren". In de Franse versie worden deze als volgt benoemd:
- Bâtons (Staven of stokken, ook: scepters)
- Épées (Zwaarden)
- Coupes (Bekers)
- Deniers (Munten)

Elke van deze reeksen telt 10 kaarten, van Aas tot 10. In elke reeks vindt men de zogenaamde hofkaarten terug:
- een Knecht of Page (valet)
- een Ridder of Ruiter (Chevalier, Cavalier)
- een Koningin (Reine)
- een Koning (Roi)

## Versies
Hieronder een (niet exhaustieve) lijst met verschillende versies van de Tarot de Marseille. Ze worden telkens genoemd naar de 'cartier' die ze gemaakt heeft en zijn naam op de kaart 'munten twee' achterlaat, samen met de ontstaansdatum. Onderstaande spellen zijn niet allemaal meer te verkrijgen in de handel.

#### Moderne uitgaven van historische tarots
- Tarot de Marseille door Nicolas Conver (Conver, 1760-61 / fac-similé uitgegeven door Héron)
- Ancient Tarot of Marseilles door Nicolas Conver, (Conver, 1760-61 / fac-similé uitgegeven door Lo Scarabeo)
- Tarot de Marseille door Claude Burdel, (Burdel, 1751 / uitgegeven door Lo Scarabeo in 1987)
- Tarot de Marseille (uitgegeven door Grimaud in 1970)
- Tarot de Marseille (uitgegeven door Piatnik)
- Tarot de Marseille door Jean Dodal, (Dodal, 1701 / fac-similé uitgegeven door Dussere)
- Jean Noblet Tarot (22 Atouts) (Noblet, ca. 1650 / met de hand gemaakt door Jean-Claude & Roxanne Flornoy, 2001)
- Jean Noblet Tarot (78 kaarten) (Noblet, ca. 1650 / restauratie uitgegeven door Jean-Claude Flornoy in 2007)
- Jean Dodal Tarot (22 Atouts) (Dodal, 1701 / met de hand gemaakt door Jean-Claude & Roxanne Flornoy)
- Jean Dodal Tarot (78 kaarten) (Dodal, 1701 / restauratie uitgegeven door Jean-Claude & Roxanne Flornoy)

#### Interpretaties/restauraties gebaseerd op historische tarots
- Le Veritable Tarot de Marseille door Kris Hadar, (uitgegeven door Mortagne in 1996)
- Tarot de Marseille door Philippe Camoin & Alejandro Jodorowsky, (uitgegeven door Philippe Camoin in 1998)
- Tarot de Marseille Edition Millennium, door Wilfried Houdouin (Marseille, 2011)